# Marie-Hélène Bernard
Pour les articles homonymes, voir Bernard (patronyme).
Marie-Hélène Bernard, née à Nancy en 1953, est une compositrice française de musique électroacoustique.

## Biographie
Elle suit d'abord des études scientifiques et obtient une maitrise de mathématique. Elle suit ensuite des études musicales d'abord à Paris VIII, puis à l'Université de Pau et de Paris IV. Elle apprend aussi le violon. À Paris, elle s'inscrit dans la classe de composition électroacoustique de Jean Schwarz, à Gennevilliers, tout en suivant la classe d'analyse et d'écriture de Christian Accaoui au conservatoire d'Orsay. Elle poursuit ses études musicales jusqu'au doctorat, dont elle soutient la thèse en 2011.
En 1991, elle compose plus d'une dizaine de pièces dans le cadre de l'Atelier de création radiophonique de France Culture. En 1992, elle découvre Bali grâce à une bourse d'aide à la création radiophonique fournie par la Scam. Elle enregistre alors des voix et capte des paysages sonores in situ. Elle fait d'autres voyages au Cambodge, au Laos et en Chine. En 1995, elle enregistre Il ne faut pas désespérer des neak ta, où les paroles des artistes survivants du régime des khmers rouges y côtoient des textes lus de Michel Butor comme Angkor, surinés par une clarinette basse et des épisodes électroacoustiques.
Elle est deux fois lauréate de la Villa Médicis hors les murs, en 2003 et 2013, lui permettant de faire des séjours de plusieurs mois en Chine et en Corée.
En 2004, elle compose Lu Chen, pour cithare guqin et l'Ensemble Aleph. Ce même ensemble lui passe la commande du spectacle Une seconde est un monde, mettant à part égale musiciens chinois et occidentaux. Cette œuvre mêle les textes du poète et peintre chinois Ma Desheng, deux voix, un erhu, un guqin, un orgue à bouche sheng, trois musiciens de l'Ensemble Aleph, les toiles du peintre projetées et de l'électronique. Ma Desheng tient lui même le rôle du récitant dans la création sur le plateau de Vitry-sur-Seine en 2009.
De 2006 à 2016, elle enseigne au sein du Centre de formation des musiciens intervenants de Lille, où elle aide les étudiants à créer chaque année un spectacle de théâtre musical pour les enfants.
En 2009, après commande du Groupe de recherches musicales elle compose Ailes du phœnix, pour sheng, dont la création est faite par Wu Wei.
En 2018, la compositrice est choisie par le comité de sélection de la société internationale de musique contemporaine pour représenter la France durant le festival World Music Days accueilli par Pékin. Elle présente son oeuvre Boa Senior, pièce acousmatique qui fait acte de mémoire face à l'effacement des cultures minoritaires. Elle laisse entendre les mots d'une femme bengalie qui est la dernière à parler sa langue.

## Esthétique
La voix, tant parlée que chantée, reste prédominante dans la production de la compositrice. C'est un phénomène lié à ses travaux radiophoniques, ainsi qu'à sa passion pour les chanteurs et les instruments traditionnels qui l'ont poussé à chercher des moyens de les intégrer à l'ensemble instrumental occidental.
La compositrice garde ses distances avec les avancées fulgurantes des nouvelles technologies sans pour autant s'en désintéresser. Elle fait l'éloge de la lenteur, dans l'imprégnation et l'élaboration de ses projets, dans les répétitions et la communication avec ses interprètes. Elle n'ignore pas le monde actuel dans son travail créatif et avance le concept de créolisation, introduit par le philosophe Edouard Glissant. C'est un terme plus approprié que celui de métissage, dans la mesure où il fait appel aux langues et aux cultures humaines.

## Œuvres
Son catalogue comprend soixante-treize numéro d'opus.
- Il ne faut pas désespérer des neak ta, 1995
- Lu Chen (Chemin de poussière), 2004
- Une seconde est un monde, 2009
- Ailes du phœnix, 2009
- Un chemin de sable blanc, 2015, pour chanteuse coréenne, percussionniste, vidéo et électronique
- Boa Senior, 2018